# خلیج اوباما
خلیج اوباما (انگلیسی: Obama Bay) خلیجی است که در شهر اوباما و شهر اوی، منطقه چوبو قرار دارد و شاخه‌ای از خلیج واکاسا است. این خلیج از سمت شرق با شبه‌جزیره نایگای، در شهر اوباما، و از سمت غرب با شبه جزیره اوشیما، در شهر اوی، از خلیج واکاسا جدا می‌شود. این خلیج بخشی از پارک ملی واکاسا است.

## جغرافیا
فاصله بین دو انتهای خلیج تنها ۲ کیلومتر است و به عنوان یک موج‌شکن طبیعی عمل می‌کند. به همین دلیل، حتی در زمستان، امواج بلند به داخل خلیج نفوذ نمی‌کنند. در انتهای خلیج، رودخانه کیتا، تنها رودخانه درجه یک واکاسا، و رودخانه‌های درجه دو مینامی و تادا، دلتای رودخانه‌ای را در شهر اوباما تشکیل می‌دهند. همچنین، رودخانه سابورو دلتای دیگری را در نزدیکی ایستگاه واکاسا هونگو در شهر اوی تشکیل می‌دهد.
سواحل خلیج اوباما در شبه جزیره نایگای و شبه جزیره اوشیما، نمونه‌ای از سواحل ریاس هستند. روستاهای ماهیگیری در این سواحل در گذشته به دلیل دسترسی دشوار از طریق خشکی، «جزایر منزوی» نامیده می‌شدند و تنها با قایق قابل دسترسی بودند.

## طبیعت
جریان دریایی تسوشیما به داخل خلیج جریان دارد و آب و هوای آن را گرم می‌کند. در جزیره آئوشیما، در نزدیکی شهر اوباما، گیاهان گرمسیری وجود دارند که در مناطق سردسیر نادر هستند و در جنوب کیوشو یافت می‌شوند. این گیاهان به عنوان میراث طبیعی ملی ژاپن ثبت شده‌اند.
درون خلیج، سواحل شنی وجود دارد که محل صید ماهی و صدف هستند. در نزدیکی شهر اوباما، پرورش صدف و در نزدیکی شهر اوی، پرورش مروارید رایج است. همچنین، موج‌شکن‌ها و صخره‌های اطراف خلیج، مکان محبوبی برای ماهیگیری هستند.

## تاریخ
این خلیج به عنوان یک بندر طبیعی در دریای ژاپن، از دیرباز محل تجارت با شبه جزیره کره بوده است و مجسمه‌های بودا و سایر آثار باستانی از آن دوران باقی مانده‌اند.
در ۲۰ ژوئن ۱۴۰۸، یک کشتی تجاری از جنوب با محموله‌ای از هدایا مانند فیل و طوطی برای شوگان آشیکاگا یوشیمیتسو وارد اوباما شد. این رویداد در اسناد و نقاشی‌های بودایی ثبت شده است. همچنین، سنگی که گفته می‌شود برای بستن فیل استفاده شده است، در منطقه نیشیتسو وجود دارد.
ماهی و صدف‌های صید شده در خلیج، به صورت خشک یا کباب شده فرآوری می‌شدند و از طریق جاده سابا به کیوتو منتقل می‌شدند. این محصولات با نام‌هایی مانند "Wakasa guji" و "Wakasa karei" به عنوان محصولات ویژه شناخته می‌شدند و نقش مهمی در تجارت غذایی منطقه داشتند. این خلیج همچنین محل توقف کشتی‌های تجاری کیتامائه بود.